# Setaria pumila
Setaria pumila é uma espécie de planta com flor pertencente à família Poaceae. 
A autoridade científica da espécie é (Poir.) Roem. & Schult., tendo sido publicada em Systema Vegetabilium 2: 891. 1817.
Os seus nomes comuns são milhã-amarela, milhã-amarelada, milhã-garça, milhã-glauca, milhã-painceira ou milhã-verde.

## Portugal
Trata-se de uma espécie presente no território português, nomeadamente em Portugal Continental, no Arquipélago dos Açores e no Arquipélago da Madeira.
Em termos de naturalidade é nativa de Portugal Continental, introduzida no Arquipélago dos Açores e de espontaneidade incerta no Arquipélago da Madeira.

## Protecção
Não se encontra protegida por legislação portuguesa ou da Comunidade Europeia.